# Georfans
Georfans é uma comuna francesa na região administrativa de Borgonha-Franco-Condado, no departamento de Alto Sona. Estende-se por uma área de 2,99 km². Em 2010 a comuna tinha 55 habitantes (densidade: 18,4 hab./km²).